# IOS 8
iOS 8 es el sucesor de iOS 7, compatible con estos dispositivos de iPhone: 4s, 5, 5c, 5s, 6, 6 Plus, la quinta y sexta generación del iPod Touch, el iPad 2 en adelante y todas las generaciones del iPad mini. Fue presentado el 2 de junio de 2014 en la Conferencia Mundial de Desarrolladores.
Actualmente la última actualización disponible es iOS 8.4.1.
El 16 de septiembre de 2015 (unas horas antes de la salida de iOS 9), el 87% de los dispositivos móviles compatibles de Apple tenían instalada alguna versión de iOS 8.
A fecha del 8 de febrero de 2016 (5 meses después del lanzamiento de iOS 9) tan solo el 17% de los Dispositivos iOS compatibles continúan ejecutando alguna versión de iOS 8.

## Características

### Fotos
- Las fotos se sincronizan automáticamente con todos los dispositivos Apple.
- Se cuenta con iCloud Photo Library, que será una biblioteca que ordenará las fotos por fecha, hora, ubicación o álbum.

### Mensajes
- Inclusión de voz a los mensajes.
- Compartir lo que se está viendo.
- Nombrar un grupo para enviarse  mensajes. Se puede seleccionar la opción «No molestar» para evitar ser interrumpido.
- Compartir ubicación.
- Visualizar archivos adjuntos de un mensaje.
- Envío de varios archivos a la vez.

### Diseño
- Notificaciones interactivas, sin salir de la aplicación en que uno se encuentra conectado.
- Atajo para visualizar con quiénes se ha hablado recientemente.
- Facilitación para marcar correos electrónicos como leído o seguimiento.
- Saltar fácilmente entre un proyecto y la bandeja de entrada, para copiar y pegar rápidamente.

### Teclado inteligente (QuickType)
- Predicción de posibles palabras que se dirán en un mensaje. Disponible solo para 14 países.
- Teclados de otros desarrolladores, estarán disponibles en el App Store.
- Desde iOS 8.3 se ha rediseñado el teclado de emojis con algunos emoticonos nuevos y el color de algunos han cambiado a un color amarillento que se puede modificar según la raza humana que queramos utilizar.

### Familia
- Hasta 6 personas de la familia, podrán intercambiar compras de iTunes, iBooks y App Store sin necesidad de compartir cuentas.
- Acceso inmediato, luego de su configuración, a música, aplicaciones, libros y películas de su familia.
- Acceso a Family Sharing, para compartir fotos y videos más rápidamente.
- Calendario compartido con la familia, para organización de eventos.
- Indicación de la ubicación de familiares en el mapa.
- Localización de dispositivos extraviados de sus familiares.
- Solicitudes para la aceptación de compras de aplicaciones de familiares, incluso menores de 12 años.

### iCloud Drive
- Almacenamiento de archivos y acceso desde todos los dispositivos Apple.
- Las ediciones realizadas en un dispositivo son visibles en todos.
- Empezar a editar en un dispositivo y finalizar la edición en otro.

### Salud
- Aplicación llamada HealthKit, de manera que todas las aplicaciones de salud, trabajen juntas.
- Todas las respuestas a las aplicaciones de salud se encontrarán en HealthKit.
- Se puede crear una tarjeta de emergencia con la información más importante de salud.
- Mayor eficacia de las aplicaciones de salud externas, ya que pueden obtener información de salud existente en el dispositivo.
- Sincronización y compatibilidad con el Apple Watch en dispositivos con iOS 8.2 (menos en iPad ni en iPod Touch)

### Continualidad
- Se puede empezar a escribir un correo electrónico o mensaje en un dispositivo y terminarlo en otro.
- Contestar una llamada, cuando el teléfono está apagado o no disponible, en cualquier dispositivo de Apple, siempre que estén con la misma red de Wi-Fi.
- Se puede enviar un mensaje de texto desde cualquier dispositivo de Apple.
- Cuando no hay Wi-Fi, el dispositivo puede buscar los hotspots más cercanos. Cuando no se esté utilizando la red, se desconecta de forma automática, para evitar consumo excesivo de la batería.
- Requisitos del sistema:los dos o más de dos dispositivos con iOS 8 deben estar conectados en la misma red Wi-Fi y deben tener las mismas cuentas de iCloud y FaceTime.

### Spotlight
- Busca de forma inteligente aplicaciones del App Store,canciones del iTunes Store,resultados de Internet,etc,según el contexto escrito y la ubicación del dispositivo.

### Mail
- Marcar correos como leídos o no leídos, para facilitar su seguimiento.
- Opción de tener correos externos marcados con rojo.
- Si se utiliza Microsoft Exchange se puede configurar para el envío de respuestas automáticas.

### Cámara
- Vídeo "Time-lapse": graba un vídeo y acelera la velocidad del vídeo grabado.
- Cámara lenta 240 FPS (solo disponible en iPhone 6 y el iPhone 6 Plus: ralentiza la velocidad del vídeo, más que el 120 FPS.